# 표고점
표고(標高)는 바다의 수면같은 어떤 수평한 지점을 정하여 수직으로 잰 일정한 지대의 높이를 가리킨다. 이러한 표고(elevation)는 지도에서 표고를 숫자로 나타낸 지점으로 표시될수있다. 이를 표고점(標高點,elevation point)이라고 한다. 법적 용어이다.

## 공간정보
이러한 표고점은 수치지도 데이터 또는 지리조사도면 또는 지도제작 및 이러한 기록법에서 매우 중요한 정보를 담고있는 데이터이다.

## 삼각점
표고점이 사용되는 삼각점은 정확한 위치 결정을 위하여 국가가 경도·위도 좌표 등을 결정해 놓은 점으로, 경부고속도로 건설, 국가 산업단지 조성 등 우리나라 발전의 원동력인 중요한 자산이다. 삼각점과 표고점을 GPS측량점이라 한다.

## 같이 보기
- 등고선